# Norbert Czempiel
Norbert Czempiel (* 22. September 1936) ist ein ehemaliger deutscher Fußballspieler, der 1956 und 1957 mit der BSG Motor Zwickau in der DDR-Oberliga, der höchsten Spielklasse im DDR-Fußball, spielte.

## Sportliche Laufbahn
Für die Saison 1956 (Kalenderjahr-Spielrhythmus) wurde der 19-jährige Norbert Czempiel erstmals im Oberliga-Aufgebot der Betriebssportgemeinschaft (BSG) Motor Zwickau aufgeführt. Bereits am zweiten Spieltag der Oberliga wurde er zum ersten Mal als Einwechselspieler aufgeboten, am Saisonende konnte er 15 Oberligaeinsätze bei 26 ausgetragenen Spielen verbuchen. Über den Status eines Ersatzspielers kam er jedoch nicht hinaus, denn in nur sieben Begegnungen hatte er in der Startelf gestanden. In der Begegnung des 23. Spieltages Motor Zwickau – SC Aktivist Brieske-Senftenberg erzielte er, nachdem er in der 60. Minute eingewechselt worden war, vier Minuten später das Führungstor zum späteren 2:0-Sieg. Czempiel Bilanz für die Saison 1957 fiel noch schlechter aus, denn er kam in der Oberliga nur sechsmal zum Einsatz. Nur in seinen vier Spielen in der Rückrunde, in denen er als Stürmer aufgeboten wurde, war er von Anfang an dabei. Noch ein weiteres Mal konnte er sich als Torschütze auszeichnen.
Mit Beginn der Spielzeit 1958 wechselte Czempiel zum zweitklassigen DDR-Ligisten BSG Stahl Stalinstadt. Dort absolvierte er 19 der 26 Punktspiele, erzielte fünf Tore, musste aber zum Saisonende mit der Mannschaft in die II. DDR-Liga absteigen. Erst nach zwei Jahren schafften die Stalinstädter die Rückkehr in I. DDR-Liga. Der zum Mannschaftskapitän ernannte Czempiel bestritt in der DDR-Liga-Saison 1961/62, die wegen des Wechsels zum Sommer-Frühjahr-Rhythmus über 39 Runden lief, alle Punktspiel und erzielte auch sechs Tore. Im Laufe der Spielzeit musste die BSG analog zum Städtenamen ihren Namen in Stahl Eisenhüttenstadt ändern. In der Saison 1962/63 wurden wieder normal 26 Punktspiele ausgetragen, von denen Czempiel 18 Partien bestritt, in denen er diesmal vier Tore schoss.
Im Sommer 1963 verließ Czempiel Eisenhüttenstadt und schloss sich der BSG Wismut Gera an, die ebenfalls in der DDR-Liga spielte. Dort fiel seine Einsatzquote in den beiden Spielzeiten 1963/64 und 1964/65, in denen er bei jeweils 30 ausgetragenen Spielen nur 18- bzw. 14-mal aufgeboten wurde. Nur in seiner ersten Geraer Saison kam er mit drei Treffern zum Torerfolg. Zur Saison 1965/66 wurde er aus dem Kader der DDR-Liga-Mannschaft gestrichen und spielte bis 1971 nur noch mit der 2. Mannschaft in der drittklassigen Bezirksliga. 1967 und 1968 wurde er mit dieser Mannschaft Geraer Bezirksmeister. Als Übungsleiter führte Czempiel Wismut Gera II 1973 ebenfalls zur Bezirksmeisterschaft.